# Knivsta pastorat
Knivsta pastorat är ett pastorat i Upplands södra kontrakt i Uppsala stift i Svenska kyrkan. Pastoratets huvudsäte ligger i Knivsta, som ligger i Uppland och Uppsala län. Pastoratet omfattar hela Knivsta kommun.
Pastoratskod är 010803.

## Församlingar
Pastoratet omfattar sedan 1972 följande församlingar:
- Knivsta församling
- Alsike församling
- Lagga församling
- Östuna församling
- Vassunda församling
- Husby-Långhundra församling

## Kyrkor och kapell
- Alsike kyrka
- Husby-Långhundra kyrka
- Knivsta kyrka
- Lagga kyrka
- Sankta Birgittakyrkan
- Sankta Maria kapell i S:ta Maria Alsike
- Vassunda kyrka
- Östuna kyrka

## S:ta Maria Alsike
I Alsike driver pastoratet projektet S:ta Maria Alsike. Pastoratet uppförde här, med början i september 2009, förskola och skola (F-6). Dessutom byggde man lägenheter, gruppboende och konferensanläggning. De offentliga delarna, restaurang, café, öppen förskola och gymnastiksal, invigdes den 4 september 2010 av Drottning Silvia med ärkebiskop Anders Wejryd som celebrant.
Syftet med projektet var bland annat att möta vikande medlemstal i Svenska kyrkan och ett ökat samhälleligt behov av de sociala tjänster som projektet skulle tillhandahålla i och med utbyggnaden av tätorten Alsike.
Annandag pingst 2012, den 28 maj, invigdes och konsekrerades S:ta Maria kapell av ärkebiskop Anders Wejryd.

## Galleri

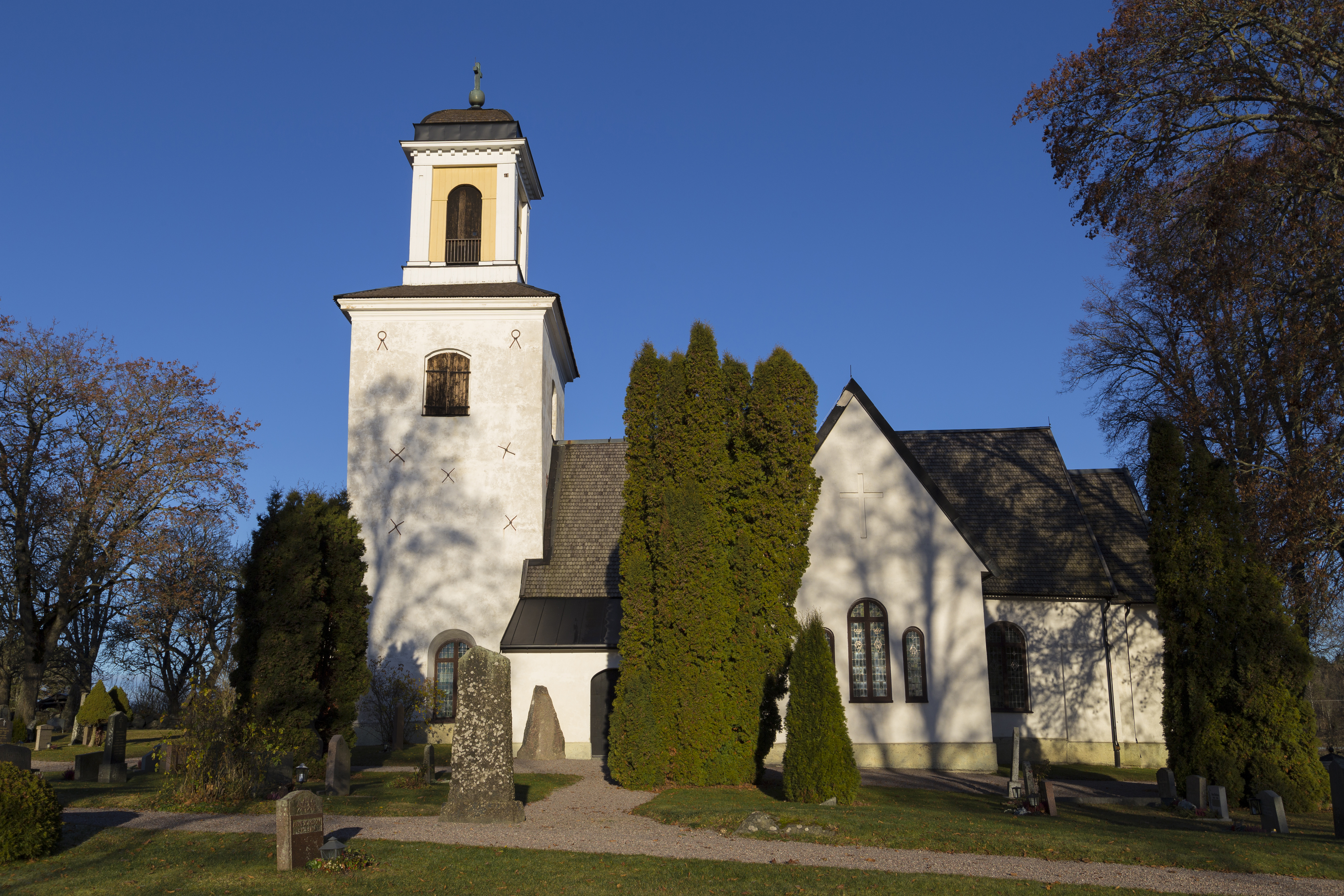
Alsike kyrka
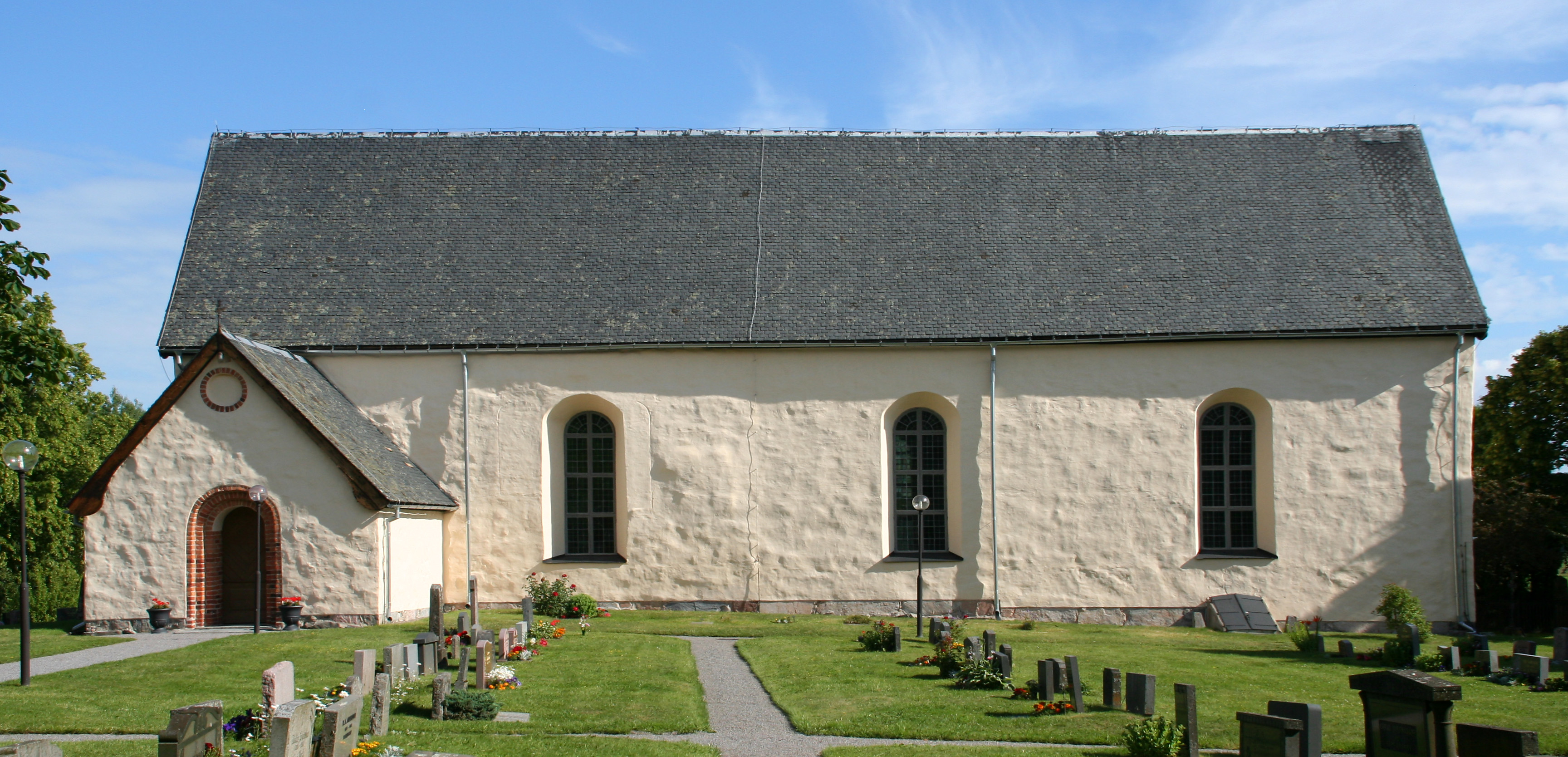
Husby-Långhundra kyrka
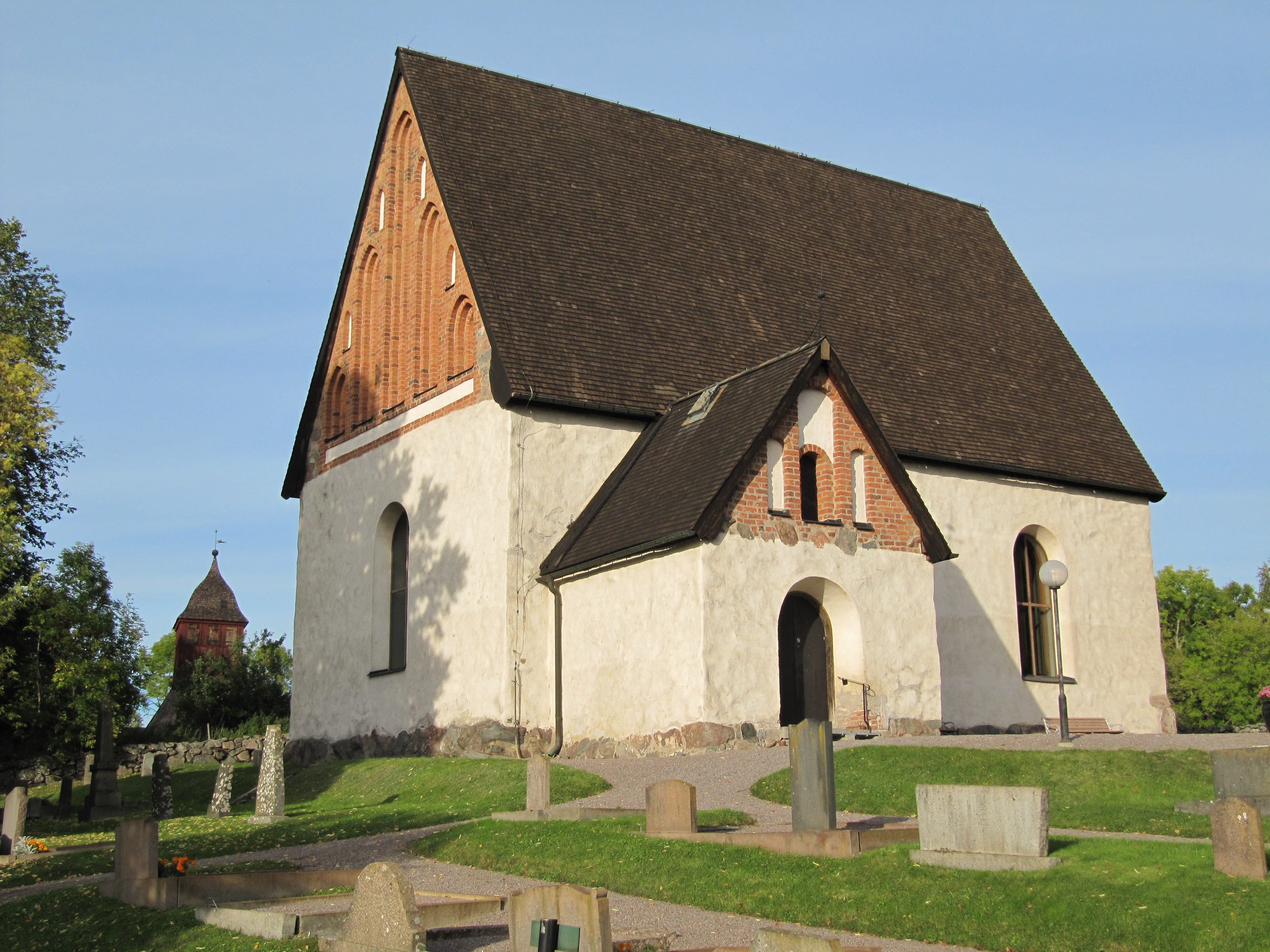
Knivsta gamla kyrka, även kallad Sankt Stefanskyrkan
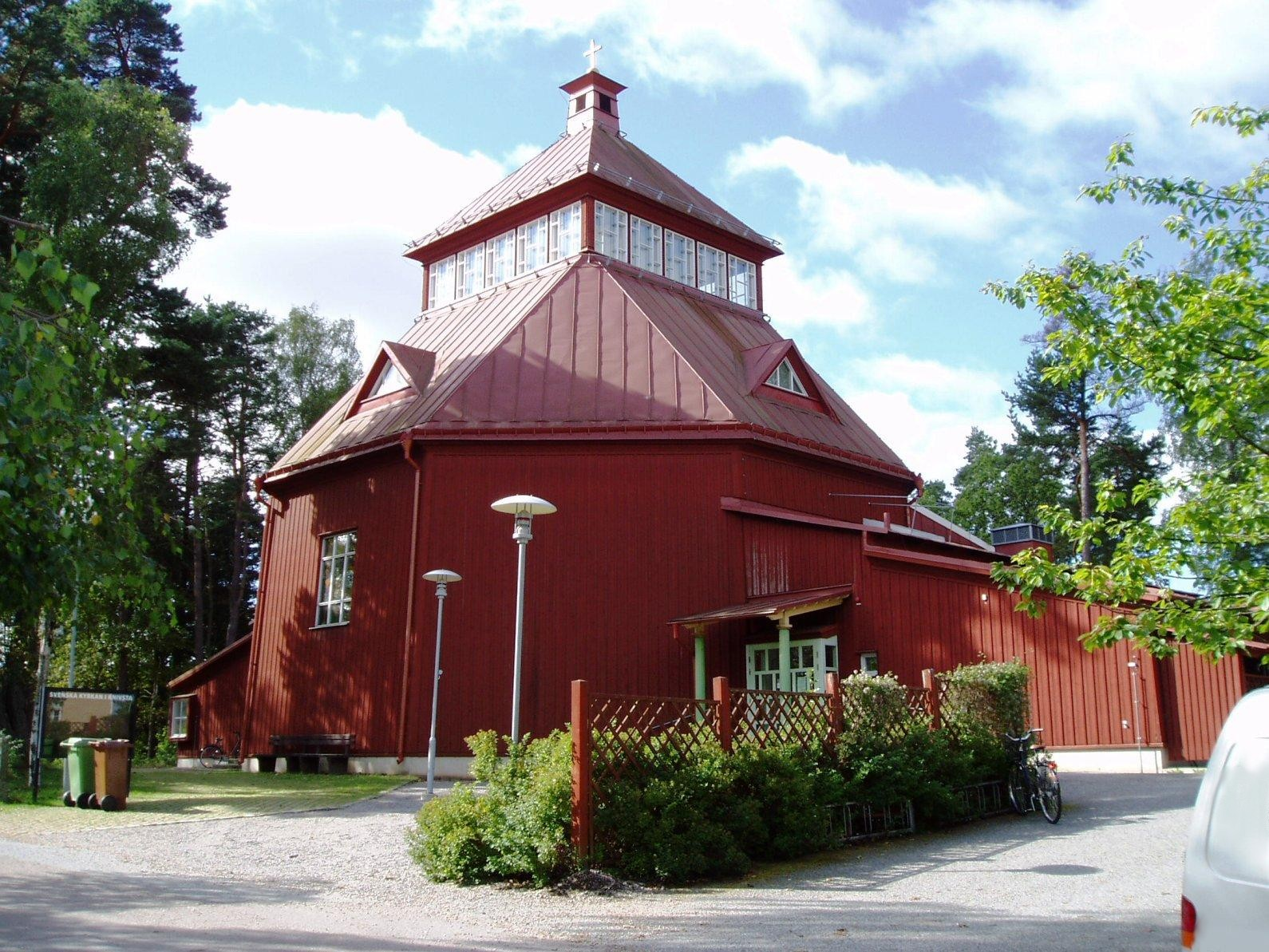
Sankta Birgittakyrkan i centrala Knivsta
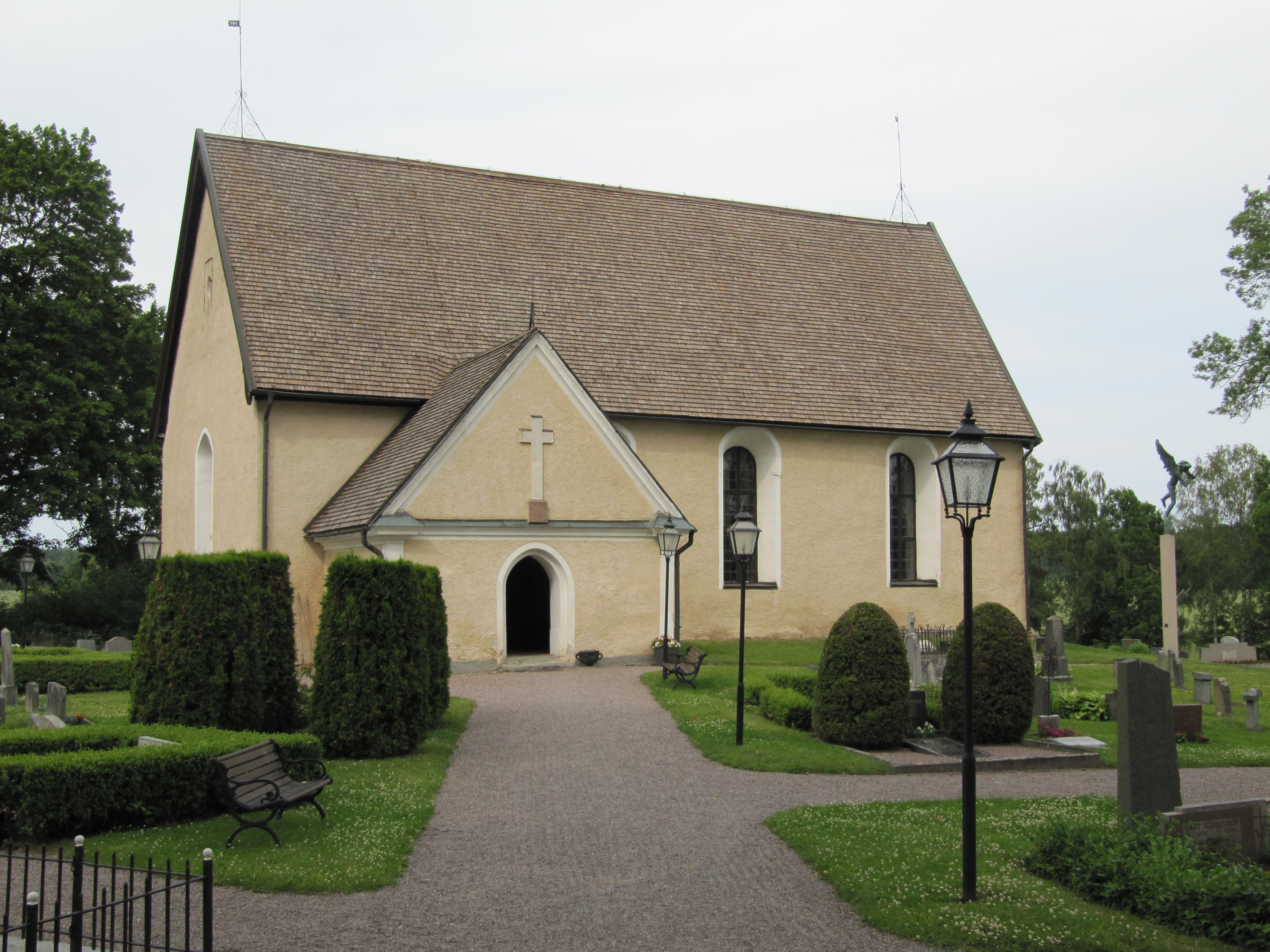
Lagga kyrka
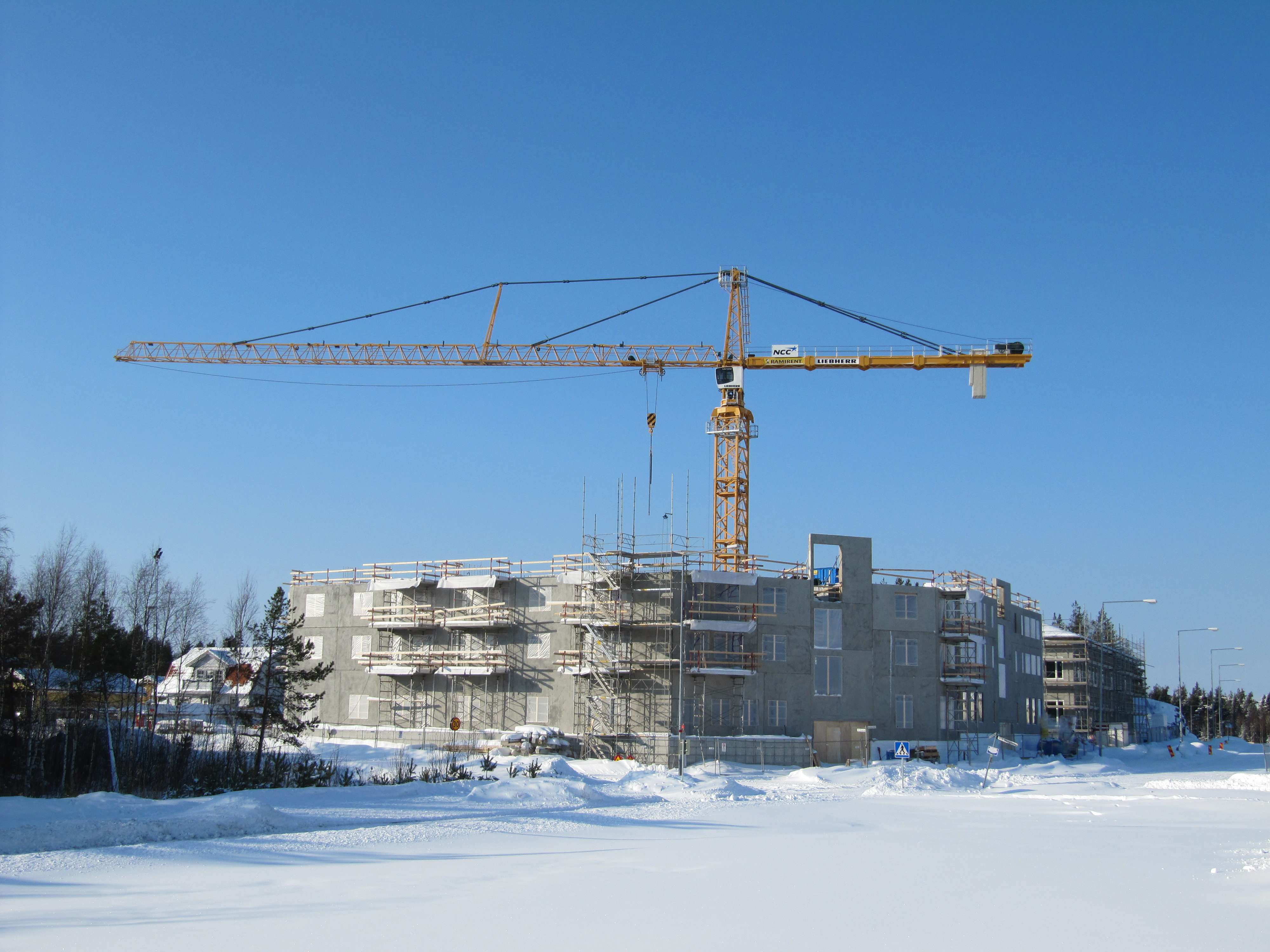
Sankta Maria Alsike under byggnation
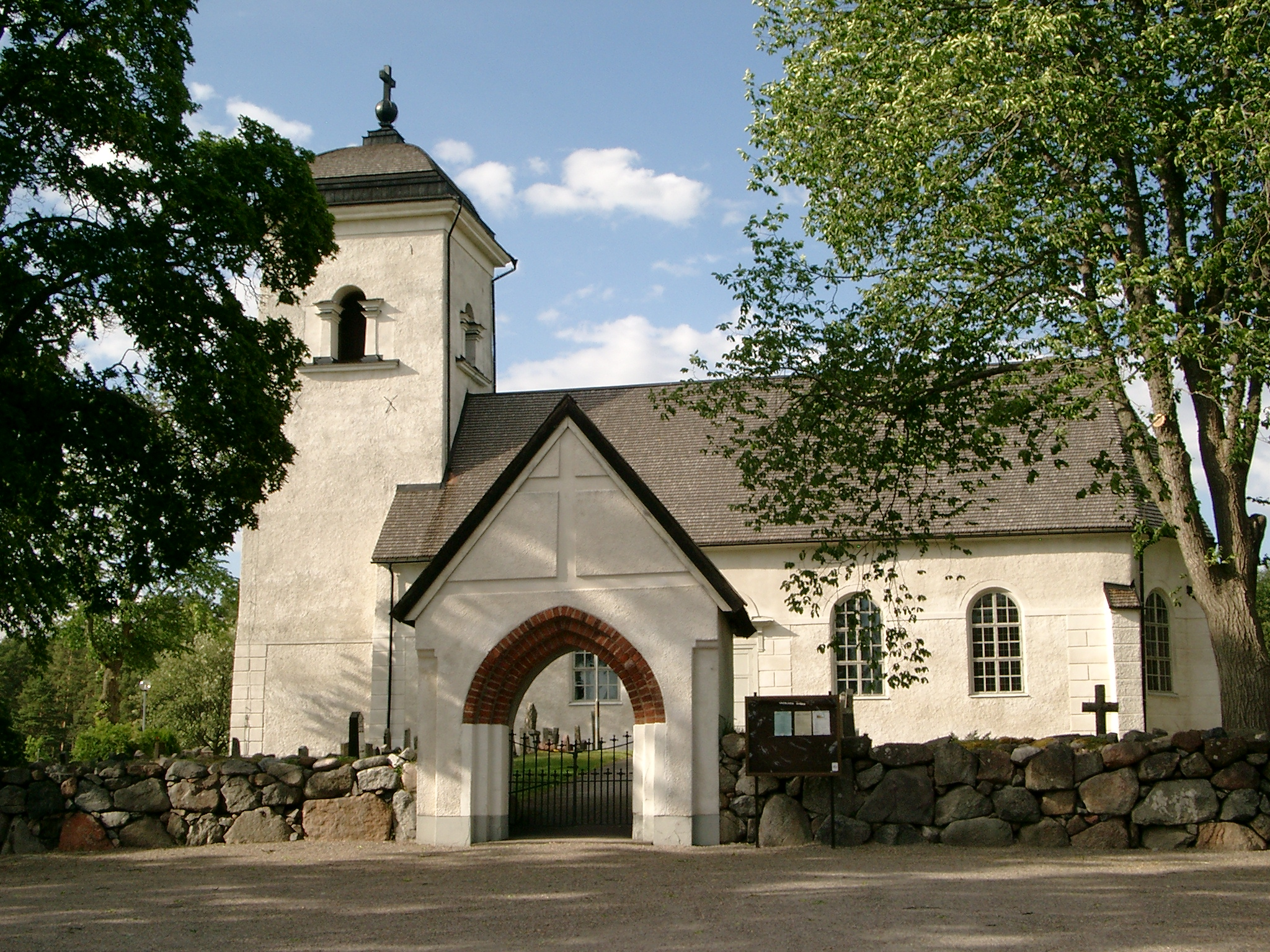
Vassunda kyrka
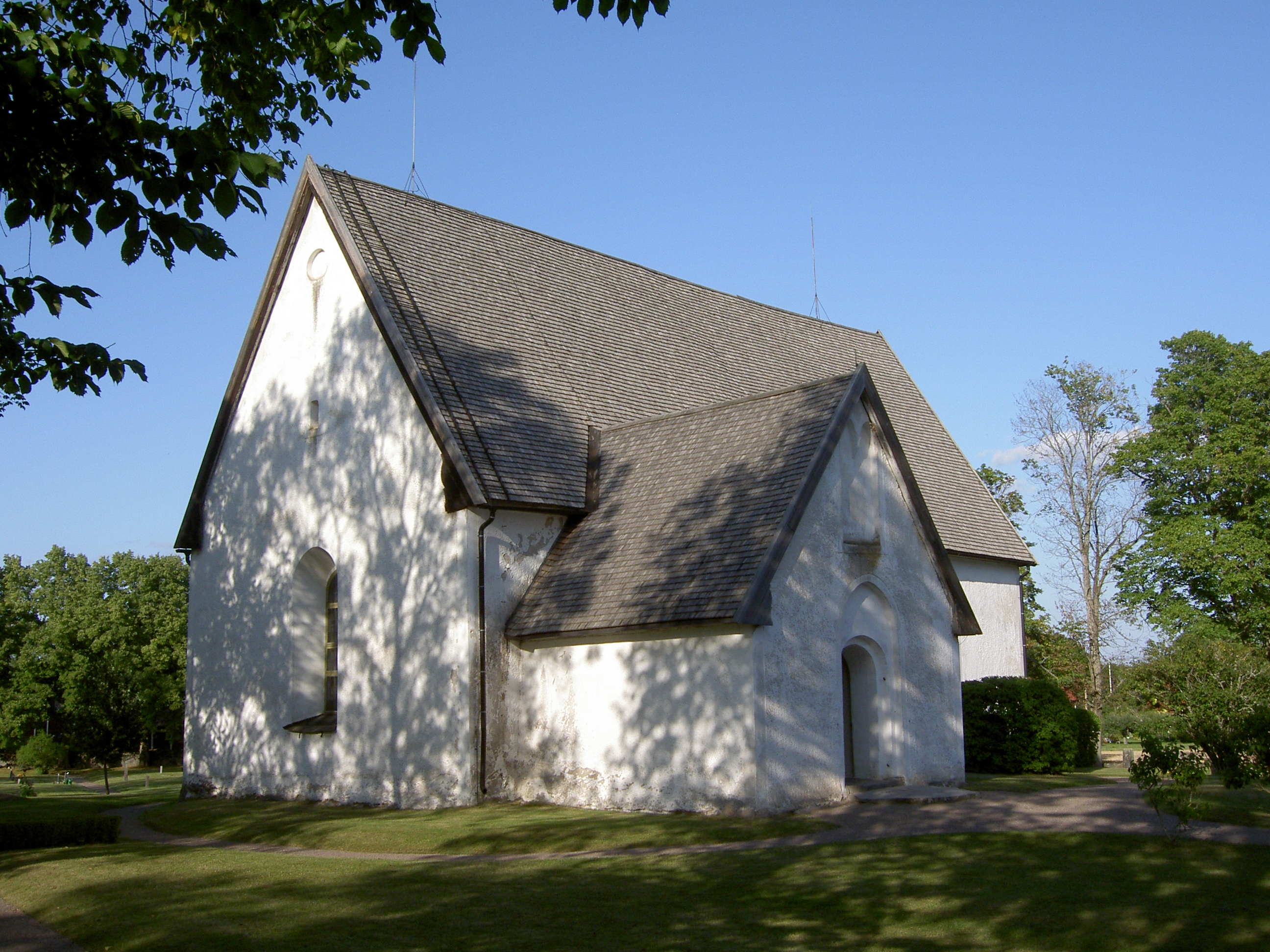
Östuna kyrka